# 李思齊
李思齊（1323年—1374年），字世賢，羅山人，元末明初將領。

## 生平
李思齐最初与察罕帖木儿（又名李察罕）组织武装，镇压红巾军，后拥兵陕西长安，元将王保保（扩廓帖木儿）进攻数次，都未能得以攻破。
至正二十五年正月，元廷封李思齐为许国公。

### 降明
明洪武二年（1369年）李思齐降明，封中書省平章政事。其后朱元璋派李思齐招降王保保，王保保對其礼遇有加，并派骑兵送归。但在快抵塞内时，骑兵说“主帅有命，请您留下一物送别。”李思齐回答道：“我從遠方來，没有带礼物。”這位騎兵对李思齐说：「希望能拿到您的一隻手臂。」李思齊知道不能免難，只能斬斷自己的手臂交给騎士，使他在返回不久后便逝世。妾鄭氏自縊殉夫而死，贈淑人，諡貞烈。